# Мол Галерия Стара Загора
Мол Галерия Стара Загора е търговски център, намиращ се в град Стара Загора.
Завършен е през 2012 г. и отваря врати официално същата година. Изграден е от GTC (Globe Trade Centre).
В града, мол Galleria Stara Zagora е първият търговски комплекс от международен ранг, част от веригата търговски центрове със същото име, разработена и управлявана от GTC в няколко държави в региона. Проектът е изграден съобразно професионалните стандарти на GTC Group. Тя от своя страна е обявена неколкократно за Инвеститор на годината за Централна и Източна Европа.
Към днешна дата търговският център в Стара Загора е собственост на и се оперира от инвеститора MAS P.L.C., чийто основен бизнес е придобиване и управление на имоти.
Има площ от 25 000 квадратни метра, с магазини и заведения на 4 нива. Сред екстрите на мола са: кино, кафене, вериги за бързо хранене, детски кът, парти център, фитнес, автомивка, пощенска станция на Speedy. Работното време на търговския комплекс е от понеделник до неделя от 10:00 ч. до 21:00 ч.

## Транспортна достъпност
Мол Галерия Стара Загора е разположен на много комуникативно място – кръстовището на бул. „Патриарх Евтимий“ и ул. „Хан Аспарух“. Молът предлага на посетителите си комбинация от пазаруване и забавления, гарантиращи приятни изживявания и удобство на достъпни цени.
Galleria Stara Zagora се намира в квартал „Ремиза” и същевременно в един от най-хубавите и леснодостъпни райони на града – на 5 минути с кола и 10 минути пеша от центъра на града.
Молът разполага с 800 паркоместа.  Автобуси 3, 15, 23, 31 и тролеи с номера 3 и 36 от мрежата на градския транспорт отвеждат до най-доброто място за пазаруване и развлечение в целия град според някои.

## Обекти на територията на търговския център
Кино „Cinema City“ притежава 7 зали, с висококачествено оборудване. С общ капацитет от 1300 места, то предлага висок стандарт на киноразвлечение. С помощта на големи екрани, топ клас прожекционни апарати, включително 4 зали, оборудвани за 3D прожекции, 5-канален дигитален съраунд звук и комфортен интериор, кино центърът отговаря на очакванията и на най-взискателните зрители.

### Търговски обекти
- Estil
- Deichmann
- New Yorker
- Bershka
- TEODOR
- Lee Cooper
- Andrews
- Flair
- Evelin
- Sessily
- H&M
- LC Waikiki
- Pandora
- Silver Court
- Adidas
- Casyopea
- EasyPay
- Efbet
- Intersport
- IQOS
- KeySoo
- Lazarini
- Paolo Botticelli
- Sinsay
- Sport Vision
- Art 93
- CCC shoes & bags
- Goto
- книжарница Hermes
- Martinez
- Night Fiesta (Нощна Фиеста)
- Selina
- Cropp
- КомсеД
- пощенска станция на Speedy
- Easybox

### Обекти за здраве и красота
- фитнес Атлeтик
- dm
- аптека Subra
- оптика Joy
- оптика Grand Optics
- Biolaser
- Zlatna ribka
- Dance center The Scary ShadowsZzz

### Техника, стоки за дома
- Техномаркет
- Billa
- Yettel
- Ozone

### Хранителни обекти
- McDonalds
- Subway
- Mr.Doner
- ресторант Щастливеца
- Pizzio
- Hesburger
- Catmi's
- BMS (БМС – българска кухня)
- Inmedio
- детски парти център Тон Бонбон
- KFC

### Други
Търговският център разполага със собствена автомивка – CITY автомивка.